# Venedy, Illinois
Venedy là một làng thuộc quận Washington, tiểu bang Illinois, Hoa Kỳ. Năm 2010, dân số của làng này là 138 người.

## Dân số
Dân số qua các năm:
- Năm 2000: 137 người.
- Năm 2010: 138 người.